# Zofia Galewska
Zofia Galewska z domu Jasińska (ur. 29 czerwca 1899 w Warszawie, zm. 24 marca 1997 tamże) – polska lekarka-okulistka, działaczka społeczna.

## Życiorys
Jej rodzicami byli Eugenia z Jastrzębowskich i Kazimierz Jasiński. Ojciec był właścicielem domu bankowego. Miała dwójkę rodzeństwa: Romana – urodzonego w roku 1900 i Hannę urodzoną w 1903 r.
W latach 1910–1917, Zofia Jasińska uczęszczała do prestiżowej szkoły ogólnokształcącej prowadzonej przez hrabiankę Cecylię Plater-Zyberkównę. Tam również, rozpoczęła działalność patriotyczną i społeczna w harcerstwie. Należała do VI Żeńskiej Drużyny Harcerskiej im. Królowej Jadwigi. Drużyna działała w konspiracji przed władzami rosyjskimi. W 1917 Zofia Jasińska zdała maturę i rozpoczęła studia na Wydziale Lekarskim Uniwersytetu Warszawskiego.
Wiosną 1924 roku, wyszła za mąż za Tadeusza Galewskiego – właściciela drukarni „Galewski i Dau”. W 1926 roku Zofia Galewska uzyskała tytuł „doktora wszechnauk lekarskich” i rozpoczęła pracę w Klinice Ocznej Uniwersytetu Warszawskiego. Od 1927 została członkiem Warszawskiej Izby Lekarskiej.
W latach 1929–1930, była okulistą w ambulatorium prowadzonym przez Warszawskie Towarzystwo Dobroczynności. Opiekowała się tam dziećmi chorymi na jaglicę.
W latach 1931–1933, oraz 1935–1937 pełniła funkcję starszego asystenta w Klinice Ocznej UW.
Po wybuchu II wojny światowej dr Galewska, przez pół roku, była wolontariuszką w Instytucie Oftalmologicznym. Od kwietnia 1940 została ordynatorem Oddziału Ocznego Szpitala Dziecięcego przy ulicy Kopernika. Przez cały okres okupacji, brała czynny udział w różnych akcjach społecznych. Uczestniczyła też w tajnym nauczaniu – prowadziła ćwiczenia z okulistyki na Uniwersytecie Ziem Zachodnich.
Po zakończeniu wojny, nie mogąc znaleźć pracy w Warszawie, dr Galewska zdecydowała się przyjąć ofertę zatrudnienia w Kaliszu. W latach 1945–1949 była tam lekarzem w Ubezpieczalni Społecznej, oraz ordynatorem miejscowego szpitala.
Okazja powrotu do Warszawy, nadarzyła się w 1950 roku. Została wtedy powtórnie ordynatorem oddziału ocznego w szpitalu przy ulicy Kopernika. Funkcję tę pełniła przez 13 lat, do roku 1963.
W latach 1950–1987 pracowała również, jako szkolny lekarz-okulista, w utworzonym z jej inicjatywy Ośrodku Szkolno-Wychowawczym dla Dzieci Słabowidzących, który od roku 1991 nosi imię dr Zofii Galewskiej.
Za swoją działalność, została w 1957 roku odznaczona Złotym Krzyżem Zasługi.